# Ghetto

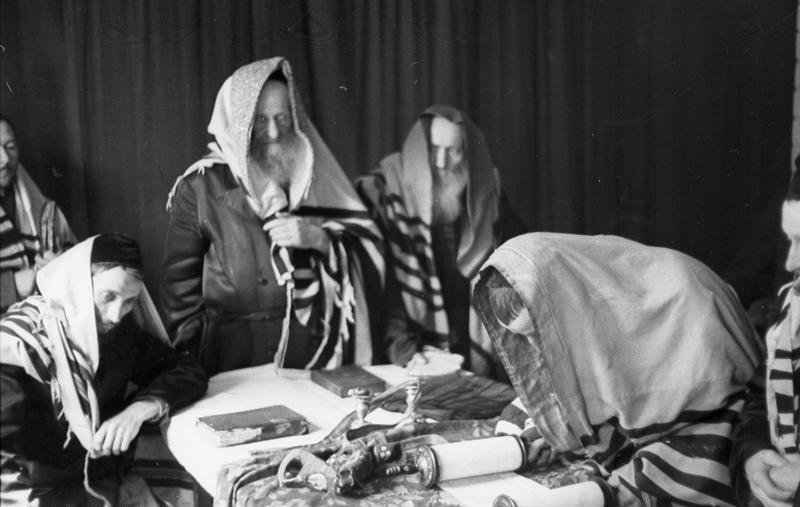
Rabbini in preghiera nel ghetto di Varsavia (Polonia, 1941)

Il ghetto è una zona delimitata, dove determinate persone vivono in gruppo, volontariamente o forzatamente, in un regime di reclusione più o meno stretto.
Il termine nasce come sinonimo di quartiere ebraico per indicare quella zona della città in cui gli ebrei erano anticamente confinati ad abitare, e completamente rinchiusi durante la notte. Modernamente è chiamato ghetto anche una parte malfamata della periferia di una città.

## Storia

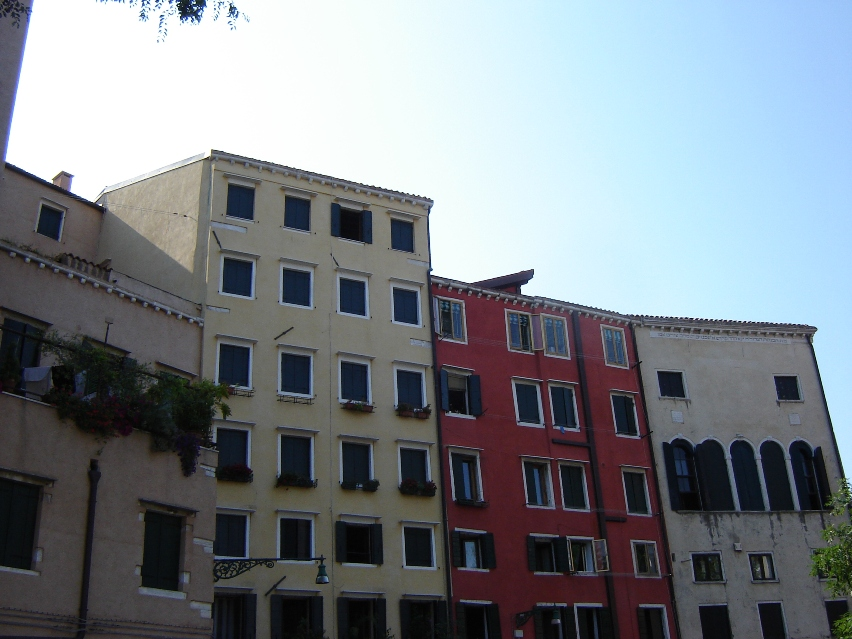
Ghetto di Venezia

Il termine ghetto deriva dall'omonimo campo di Venezia del XIV secolo. Prima che venisse designato come parte della città riservata agli ebrei era una fonderia di rame: il nome del quartiere deriva dal veneziano geto, pronunciato ghèto dai locali ebrei Aschenaziti di origine tedesca, inteso come getto, cioè la gettata (colata) di metallo fuso. Il 29 marzo del 1516 il governo della Serenissima stabilì che il Ghetto Novo sarebbe diventato la sede del "serragli degli ebrei" ovvero della comunità ebraica comprendente all'epoca ebrei di origine tedesca, francese e italiana. Nel 1591 il quartiere ebraico venne ampliato con l'aggiunta del Ghetto Vecchio (la zona della vecchia fonderia) per accogliere gli ebrei di origine levantina (turchi e greci) prima e spagnola e portoghese poi. Nel 1633 infine venne aggiunto il Ghetto Novissimo per cercare di ovviare alla mancanza di spazi dovuta alla sovrappopolazione del quartiere ebraico. Il Ghetto di Venezia era aperto di giorno e chiuso dal tramonto all'alba e come tale è esistito dal 1516 al luglio del 1797 quando venne aperto alla caduta della Serenissima. Oggi il ghetto è una zona residenziale di Venezia e le sinagoghe e gli spazi che raccontano la storia della Comunità ebraica veneziana sono visitabili grazie al Museo ebraico.
Dall'esempio del Ghetto di Venezia il nome venne trasferito ai vari quartieri ebraici. In Castiglia erano chiamati Judería e nei paesi catalani call.  A differenza della vicina Mantova, dove più di 2.000 ebrei venivano rinchiusi la sera nel ghetto, Vespasiano I Gonzaga a Sabbioneta dette rifugio alla popolazione di religione ebraica, non ghettizzandola.

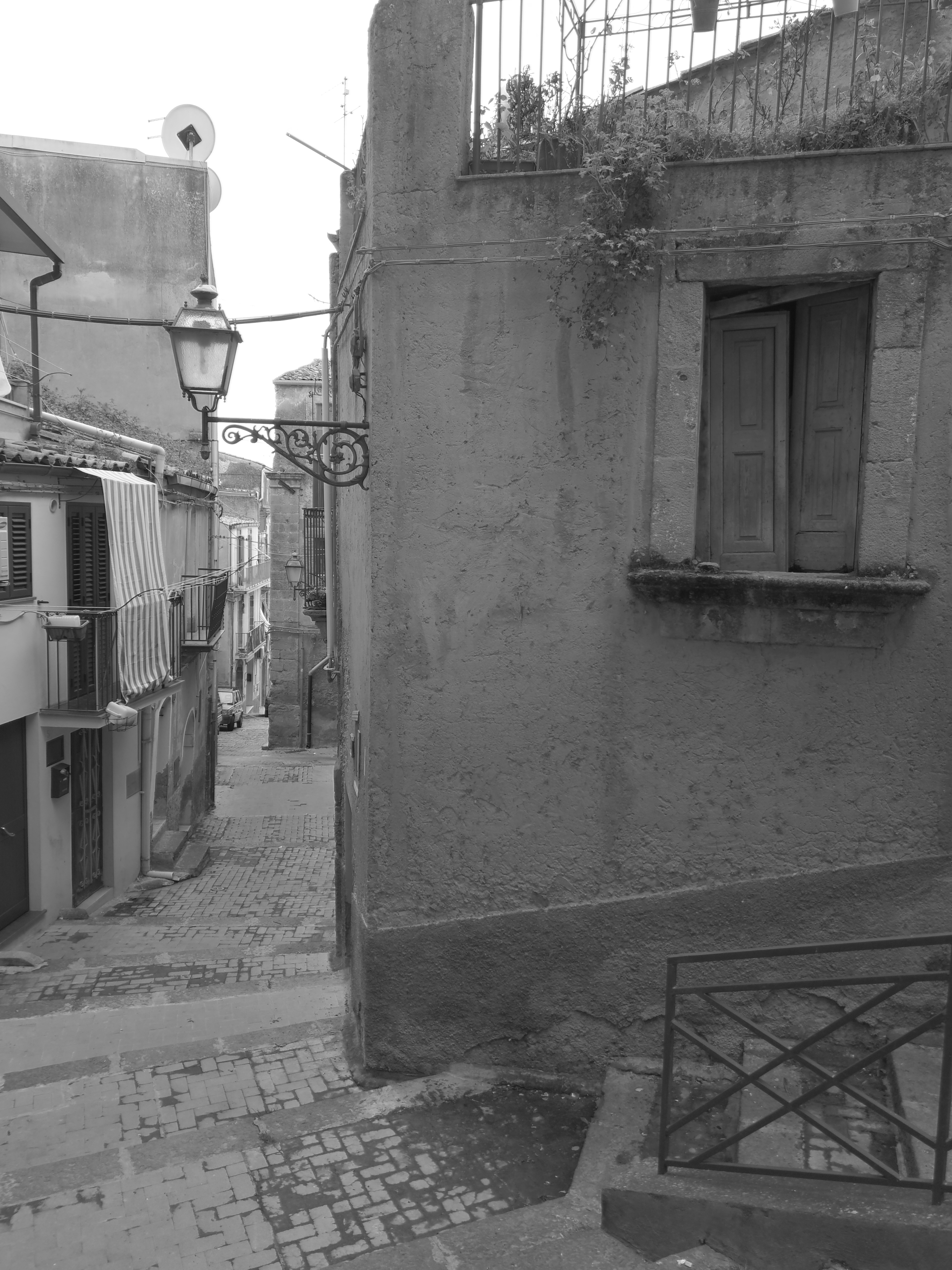
Ingresso della Giudecca di Caltagirone

Nel Medioevo non c'era obbligo, per gli ebrei, di risiedere nel ghetto. Preferibilmente vivevano in quartieri chiamati Giudecca. La differenza tra Giudecca e Ghetto era che la prima era una residenza preferenziale, legata a motivi di sicurezza e salvaguardia culturale, il secondo invece un domicilio coatto.
In vari luoghi, inoltre, come ad esempio a Forlì, potevano possedere terreni e fabbricati. Col Cinquecento, la possibilità si restrinse ai soli fabbricati.
Solo successivamente, dunque, ghetto andò a indicare un quartiere povero.
Nel 1555 papa Paolo IV creò infatti il Ghetto di Roma ed emise la bolla "Cum nimis absurdum", che forzava gli ebrei a vivere in un'area specifica e prevedeva una serie di restrizioni particolari, che sarebbero poi state in vigore per secoli. 
Papa Pio V raccomandò che tutti gli Stati confinanti istituissero dei ghetti e, nel corso del XVI e XVIII secolo, tutte le città principali ne avevano uno (con le uniche eccezioni, in Italia, di Livorno, Pisa e Parma).
Nell'Europa Centrale del Medioevo i ghetti esistevano a Praga, Francoforte sul Meno, Magonza e altrove. Non ci furono mai ghetti in Polonia, né in Lituania (a Cracovia, in Polonia, il ghetto medioevale, Kazimierz, era quasi una cittadina staccata da Cracovia, con sue proprie mura; solo con l'espansione di Cracovia divenne un quartiere della città stessa).
I ghetti vennero progressivamente aboliti e le loro mura furono demolite nel XIX secolo, seguendo gli ideali della Rivoluzione francese. Quello di Roma fu l'ultimo ghetto a venire abolito in Europa occidentale, nel 1870.
Una tendenza diffusa, soprattutto negli Stati Uniti a partire dagli anni novanta, è quella della ghettizzazione di lusso, ovvero quartieri dove si riuniscono e si "segregano" le parti più ricche della popolazione, arroccate in una cultura, economia, politica con sempre minori agganci con l'esterno, rendendo in questo modo il resto della città ininfluente e creando all'interno del ghetto una propria gerarchizzazione.

## I ghetti ebraici
Le caratteristiche dei ghetti hanno subito molte variazioni con il passare del tempo. In alcuni casi, il ghetto era un quartiere ebraico con una popolazione relativamente benestante. In altri casi i ghetti connotavano impoverimento.
Gli ebrei non potevano acquisire terreni al di fuori del ghetto, e spesso nemmeno in quello. Dovevano in ogni caso vivere confinati all'interno dei ghetti, quindi durante i periodi di crescita della popolazione le case, spesso ormai piene, dovevano essere rialzate sempre di più. I ghetti avevano quindi strade strette e case alte e affollate, e inoltre il "recinto" (così spesso ci si riferiva ai confini) era chiuso da una o più porte. Queste venivano chiuse al calar del sole, per essere riaperte solo all'alba. Durante le ore buie gli ebrei non potevano per nessuna ragione allontanarsi dal ghetto. Spesso i residenti necessitavano di un visto per poter uscire dai limiti del ghetto anche durante il giorno.
I residenti del ghetto avevano il loro sistema giudiziario indipendente, come se si trattasse di una vera e propria piccola città nella città.

## I ghetti nazisti

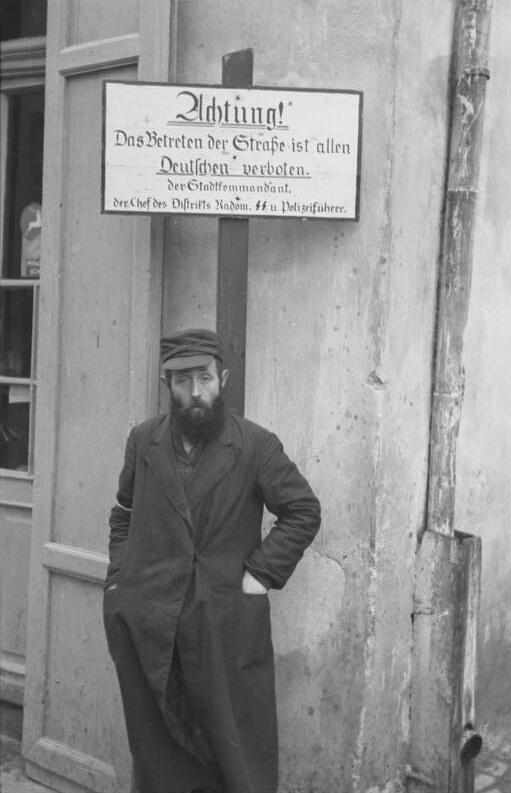
Marzo 1941: ingresso del ghetto di Radom, Polonia. La scritta sul cartello indica che l'ingresso nella strada è proibito a tutti i tedeschi, a firma del comandante della città, ufficiale delle SS e della polizia.

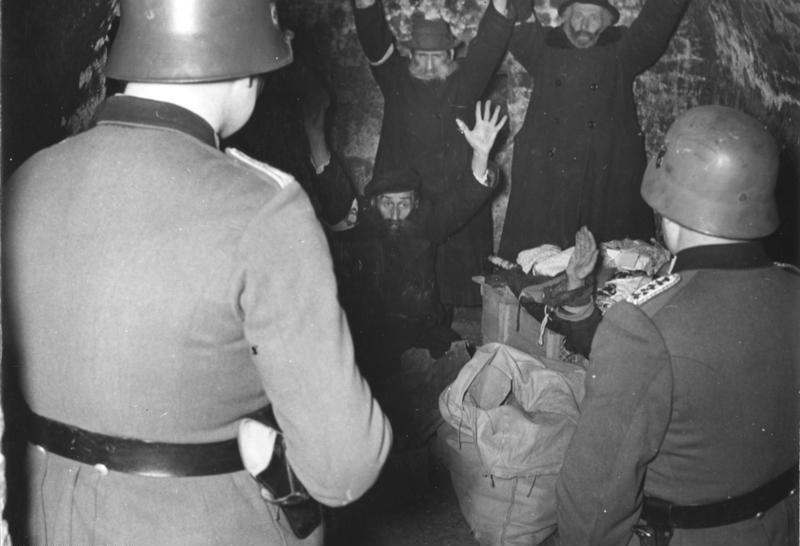
Ghetto di Lublino. Dicembre 1940

Il nazismo ripristinò il sistema dei ghetti come tappa temporanea finalizzata alla realizzazione della «soluzione finale» in Europa orientale.
Durante la seconda guerra mondiale i ghetti servirono come contenitori in un forzoso processo di concentramento della popolazione ebraica, che ne facilitava il controllo da parte dei nazisti.
Gli abitanti dei ghetti dell'Europa orientale, trasportati da varie regioni europee, privati di ogni diritto, sottoalimentati e obbligati a lavorare per l'industria bellica tedesca nei lager, man mano che perdevano la capacità lavorativa, venivano progressivamente deportati nei campi di sterminio durante l'olocausto. Durante la seconda guerra mondiale, nei ghetti vennero rinchiusi anche Rom, omosessuali, prigionieri di guerra e altre categorie. Anche una parte degli IMI (Internati Militari Italiani) furono rinchiusi nei ghetti di Minsk, Lodz e Vilnius.
- Ghetto di Będzin
- Ghetto di Białystok
- Ghetto di Brześć Litewski
- Ghetto di Budapest
- Ghetto di Cracovia
- Ghetto di Częstochowa
- Ghetto di Kolozsvár
- Ghetto di Kovno
- Ghetto di Łachwa
- Ghetto di Łódź
- Ghetto di Leopoli
- Ghetto di Lublino
- Ghetto di Marcinkance
- Ghetto di Mińsk Mazowiecki
- Ghetto di Pińsk
- Ghetto di Piotrków Trybunalski
- Ghetto di Riga
- Ghetto di Sosnowiec
- Ghetto di Stanisławów
- Ghetto di Varsavia
- Ghetto di Vilnius

## Ghetti afroamericani negli Stati Uniti
Negli Stati Uniti d'America, tra l'abolizione della schiavitù e l'introduzione della legge sui diritti civili degli anni sessanta, regole discriminatorie (a volte codificate in legge) costringevano spesso gli afroamericani delle aree urbane a vivere in determinati quartieri, che divennero anch'essi conosciuti come "ghetti", ad esempio buona parte di South Bronx, Compton a Los Angeles, Harlem a Manhattan. Poiché in questi quartieri dovevano vivere gli afroamericani di tutti i ceti, queste zone si affermarono spesso come dinamici centri culturali. Paradossalmente le leggi sui diritti civili degli anni sessanta, permettendo agli afroamericani più facoltosi di trasferirsi nelle "zone per soli bianchi" contribuirono al collasso economico di molti ghetti, il cui livello di benessere scese sotto la media, mentre gli indici di criminalità e di degrado urbano aumentavano.
La formazione dei ghetti e delle sottoclassi nere forma uno degli argomenti più controversi della sociologia.
In Losing Ground, Charles Murray sostiene che il liberismo creò dei poveri senza speranze. Murray sostiene anche che l'eleggibilità per i sussidi delle donne sole incoraggiò queste ad avere figli al di fuori del matrimonio, e che il sistema di assistenza sociale scoraggiò tutti dal lavorare. Questa teoria non ha incontrato una vasta accettazione. I suoi oppositori puntualizzano che negli anni settanta, quando il totale degli assegni di sussistenza diminuì, le nascite fuori dal matrimonio aumentarono. Murray inoltre non coglie il fatto che, anche se la percentuale di neri nati fuori dal matrimonio aumentò tra gli anni sessanta e i settanta, la percentuale di donne nere che avevano bambini fuori dal matrimonio diminuì.
In The Truly Disadvantaged, William Julius Wilson sostiene che l'accesso facilitato alla sussistenza ebbe poco effetto sulla decisione delle donne di avere dei figli. Wilson invece sostiene che fu lo spostamento dei lavori più umili nei sobborghi e nel Sud degli Stati Uniti a causare l'isolamento economico dei neri nei ghetti: il cosiddetto "disadattamento spaziale". Wilson spiega che l'alta percentuale di nascite fuori dal matrimonio è dovuta alla mancanza di uomini sposabili, ovvero con un reddito fisso.
Roger Waldinger fornisce una terza teoria, meno conosciuta, sulla formazione dei ghetti, basata sulla discrepanza tra i salari che i neri si aspettano e quelli attualmente offerti per i lavori più umili. L'argomentazione appare principalmente nel libro Still the Promised City?, adattato dalla sua tesi di dottorato (PhD).
Waldinger osserva come ad esempio a New York i nuovi immigranti (coreani, pakistani, dominicani, messicani, peruviani, ecc.), riescano spesso a farsi strada meglio dei neri americani. Waldinger nota che i neri nati nel Sud degli Stati Uniti e nei Caraibi hanno introiti più alti di quelli originari del Nord degli USA. Secondo Waldinger i gruppi di immigranti beneficiano di nicchie nepotistiche, usandole per un mutuo aiuto: qualcosa che i neri non sono mai riusciti a fare. Waldinger sostiene anche che, per quanto alberghi e ristoranti offrano paghe molto basse, queste comunque surclassano quelle pagate in Messico, Africa o nella Cina rurale; quindi gli immigranti le accettano prontamente. Per contro, i neri degli Stati del Nord, che aspirano a una condizione migliore di quella dei propri genitori, disdegnano tali impieghi, finendo spesso a lavorare al di fuori dell'economia legittima.

## Ghetto in Francia
Negli ultimi anni, il comunitarismo è diventato più diffuso in Francia. Alcune periferie, come La Courneuve, Sarcelles e Toulouse-Le Mirail, sono popolate quasi esclusivamente da persone provenienti dall'Africa subsahariana e dal Nord Africa. Questi complessi residenziali, costruiti da architetti come Le Corbusier, Aillaud e Candilis, sono diventati ghetti comunitari. .